# Mar Prieto
María del Mar Prieto Ibáñez (Madrid, 1 de marzo de 1969) es una exfutbolista española que jugaba de delantera. Fue internacional absoluta con la selección de España. Considerada como la mejor jugadora española de su época fue la estrella de la selección que logró la tercera plaza en la Eurocopa de 1997. Ha ganado cuatro ligas y cinco copas con el Parque Alcobendas, Atlético Villa de Madrid, el Oroquieta Villaverde, y el Levante.

## Trayectoria

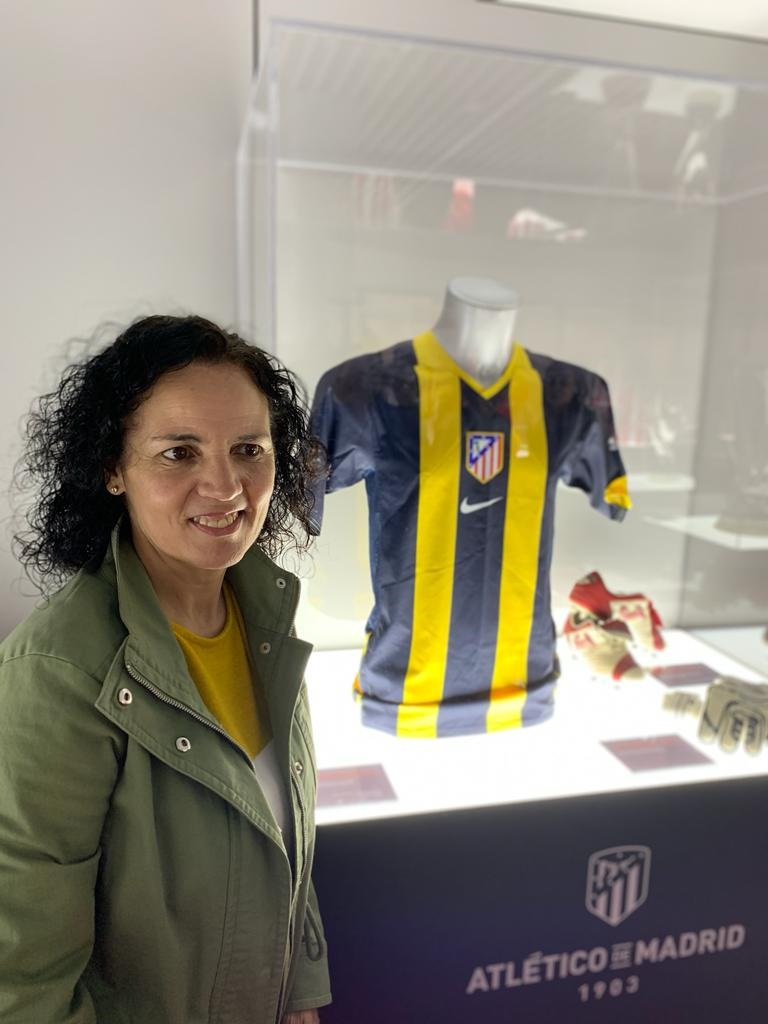
Homenaje a Mar Prieto en el Museo del Atlético de Madrid

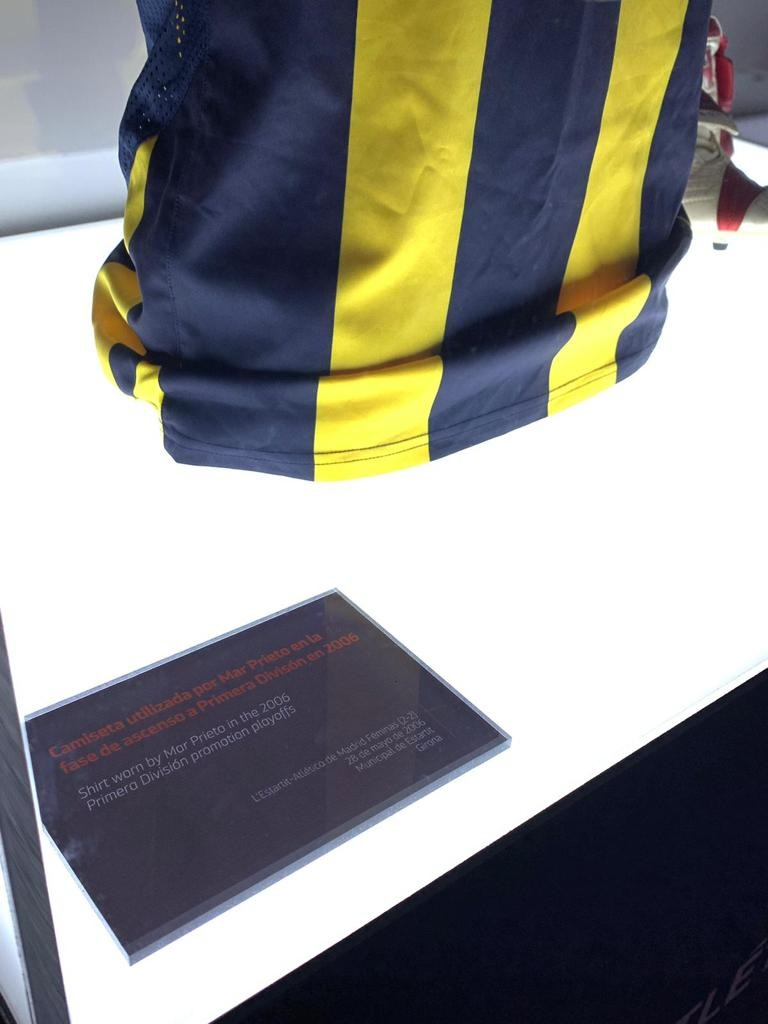
Homenaje a Mar Prieto en el Museo del Atlético de Madrid

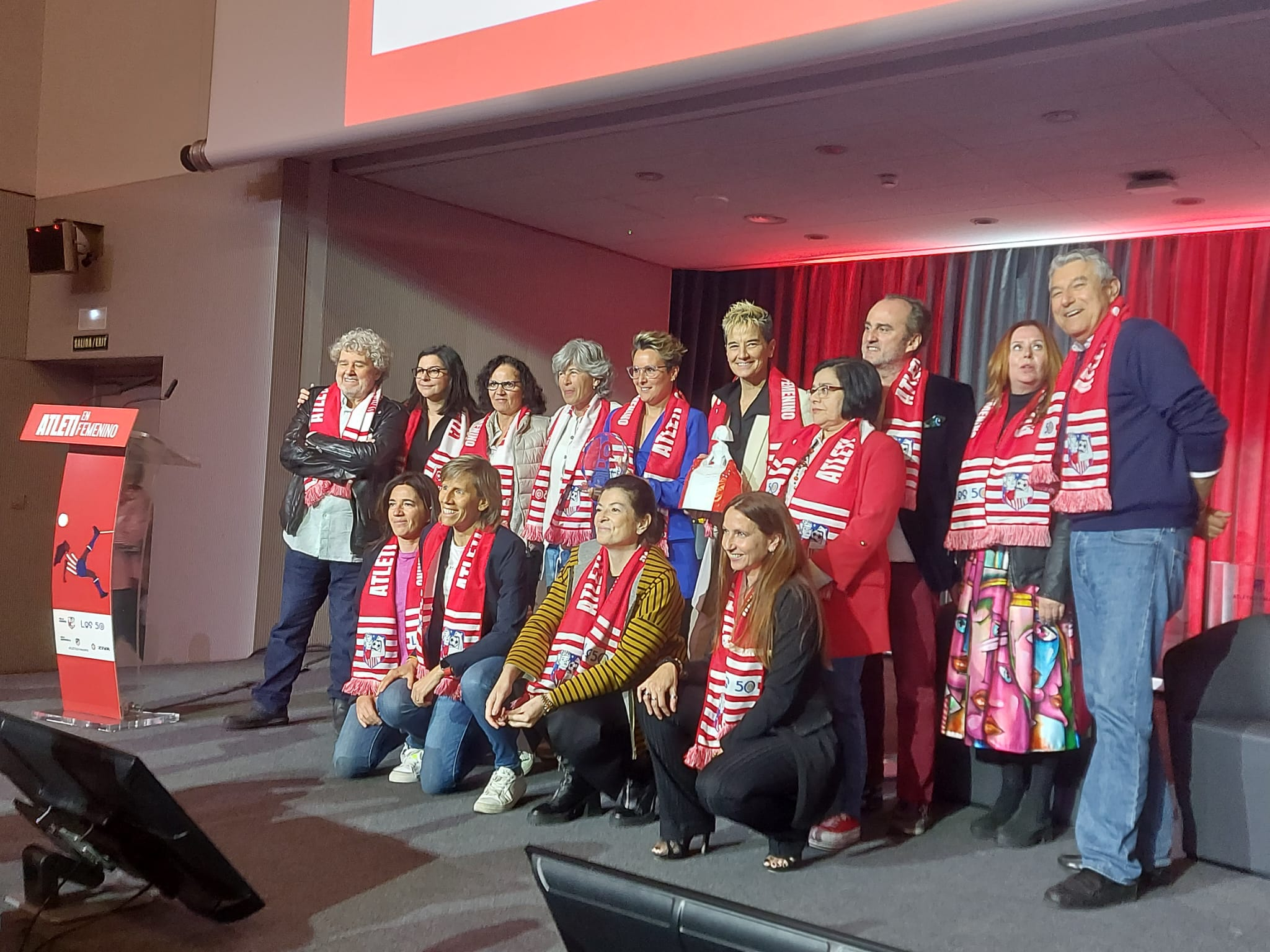
Participantes de la Primera Edición de Atleti en Femenino

### Inicios
Mar Prieto fue la sexta de nueve hermanos. Aficionada al fútbol desde pequeña recibió el apoyo de sus padres, aunque a su madre no le gustase la idea al principio por los comentarios que escuchaba. Comenzó a jugar de manera competitiva a los 13 años en el Juventud Paz. Jugó después en el Deportivo Porvenir de Peñagrande y el Olímpico de Fortuna. Con el Parque Alcobendas ganó la primera Copa de la Reina en 1989, marcando los cuatro goles del equipo madrileño en la final que se disputó en Las Gaunas.
Luego formó parte del primer equipo femenino del Atlético de Madrid, el Atlético Villa de Madrid, donde ganó una liga, y dejó el equipo como muchas de sus compañeras, al ser estafadas por el creador del equipo. En 1991 pasó a formar parte del Oroquieta Villaverde, donde ganó dos ligas y dos copas. Compaginó el fútbol con su trabajo en una empresa de mensajería. Tuvo ofertas para fichar por el Milan, la Fiorentina y el Torino, pero a pesar de no cobrar por jugar las rechazó por miedo al cambio de ambiente, las malas experiencias de otras jugadoras en Italia, y a perder su empleo.

### Aventura en Japón y regreso
Tras su participación en la Eurocopa de 1997, recibió la llamada de la agente japonesa Hiromi Kumamaru y fichó por el Takarazuka Bunnys y jugó una temporada y media en la liga japonesa. Bajo las órdenes de Giro San, en su primer año sacaron al equipo de los puestos de descenso, pero en la segunda temporada la crisis asiática hizo que los equipos japoneses se deshicieran de las jugadoras extranjeras.
Regresó a España en 1999, y tras un breve paso por el oroquieta, fichó por el Torrejón. 
En 2001 al Levante, donde debutó en la Liga de Campeones. Logró el doblete su primera temporada, marcando 14 goles en 18 partidos ligueros y 11 tantos en 5 partidos de Copa.
 En su segunda temporada fueron subcampeonas de liga empatadas a puntos con el Athletic y en Copa cayeron en semifinales ante el Sabadell. Prieto fue la máxima goleadora del Levante con 27 goles en liga. En su tercera campaña como granota volvió a ser la máxima goleadora, fueron terceras en la liga y ganó la Copa de la Reina en la prórroga, marcando el gol del Levante en los primeros noventa minutos y adelantando a su equipo en el tiempo suplementario.

### Últimos años
En 2004 fichó por el Atlético de Madrid, con el que logró el ascenso a la Primera División en su segunda temporada, tras ser la máxima goleadora del equipo. En su primera temporada en la Primera División volvió a ser la máxima anotadora del equipo con 11 goles. Lograron quedar en octava posición y pudieron jugar los cuartos de final de la Copa de la Reina, en la que cayeron ante el Sevilla. Permaneció un año más en el club colchonero, que se mantuvo en la zona media de la tabla de la máxima categoría. En febrero de 2008 sufrió una luxación en su rótula, de la que trató de recuperarse para poder jugar la Copa de la Reina al final de la temporada, pero no llegó a tiempo, y acabó retirándose con 39 años.

### Regreso y vida tras el fútbol
Tras haber colgado las botas volvió a jugar con 45 años una temporada en el Madrid CFF B en la temporada 2014-15.
Tras retirarse siguió vinculada al mundo de la mensajería, esta vez como socia. También ha seguido vinculada al fútbol femenino y practicando pádel, donde con su equipo Vital Padel ha ganado los playoff zonales de la categoría 1000 en 2022 y jugó la categoría Grand Slam en la siguiente temporada.

## Selección

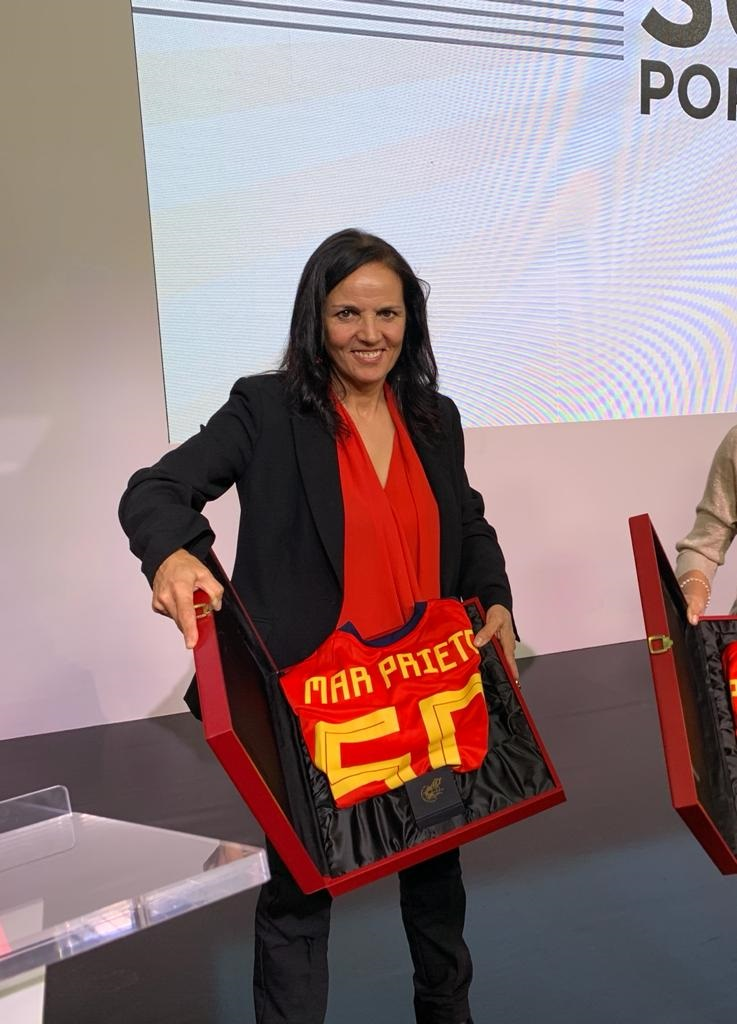
Mar Prieto homenajeada por la RFEF al haber disputado más de 50 partidos con la selección absoluta

Mar Prieto debutó con 15 años con la selección absoluta, lo que la convierte en la jugadora española más joven en jugar con la selección. Es difícil conocer la cifra exacta de partidos jugados con la selección debido a la poca cobertura del fútbol femenino de la época pero marcó más de 30 goles con la selección, siendo durante varios años la máxima goleadora de España. La Federación Española de Fútbol contabiliza 62 partidos y 33 goles, mientras que una investigación publicada por CIHEFE en 2022 en la que recopilaron las alineaciones de todos los encuentros de la selección contabilizó 65 partidos oficiales en los que marcó 29 goles, a los que hay que añadir 3 partidos no reconocidos por la Federación Española en los que anotó otros 3 goles.
Según la UEFA su primer partido oficial fue en la fase clasificatoria de la Eurocopa de 1987 el 27 de abril de 1985 ante Hungría en Székesfehérvár, con derrota por 1-0, aunque según CIHEFE su debut fue el 25 de mayo de ese mismo año con derrota por 0-2 ante Suiza. No se clasificaron al ser terceras de grupo con tres puntos. En esa época la selección española no recibía apoyo de la Federación y estaba muy por detrás de sus rivales europeas.  Jugó los seis de los ocho partidos en la clasificación de la Eurocopa de 1989, donde tampoco se clasificaron al ser cuartas de grupo. 
Se convirtió en titular habitual y marcó su primer gol el 25 de noviembre de 1989 ante Dinamarca en la derrota por 1-3 en la fase de clasificación para la Eurocopa de 1991. Jugó todos los partidos de la fase de clasificación en la que quedaron en última posición con dos empates y cuatro derrotas.
En la fase clasificatoria de la Eurocopa de 1993 marcó el gol del empate ante Suecia, y volvió a jugar todos los partidos.
Tras tres empates sin goles ante Inglaterra y Bélgica en la clasificación para la Eurocopa de 1995, el 20 de marzo de 1994 se convirtió en la jugadora que más goles ha marcado en un solo encuentro internacional, al marcar 7 goles a Eslovenia, aunque la UEFA sólo contabiliza seis. Años más tarde Mari Paz Vilas igualaría la gesta de marcar 7 goles en un encuentro. Volvió a marcar un gol ante Bélgica y un doblete ante Eslovenia, pero fueron segundas tras Inglaterra y no pudieron jugar el torneo final.
En la fase de clasificación para la Eurocopa de 1997 volvió a dar un recital goleador, con 7 tantos en 8 encuentros. Marcó un doblete en la victoria por 5-1 ante Rumanía, y de nuevo marcó en el empate a 2 en tierras rumanas. Días después marcó el gol del empate ante Suecia. Lograron el tercer puesto de la fase de grupos tras Suecia, anfitrionas del torneo, y Dinamarca, lo que les permitió jugar un partido de play-off para jugar la fase final. 
Tras acabar la fase de grupos fue una de las jugadoras que pidió la dimisión de Ignacio Quereda debido a su exceso de autoritarismo, el trato vejatorio y su falta de conocimiento táctico y de los rivales, pero el seleccionador obtuvo el respaldo de la Federación, y se mantuvo en su puesto.
En el partido de ida de la eliminatoria marcó los dos goles españoles en la victoria por 2-1 sobre Inglaterra. En la vuelta lograron empatar a un gol, con asistencia de Prieto, logrando la primera clasificación de España para disputar la Eurocopa femenina.  El conjunto español tomó parte en el grupo A de la fase final y tuvieron como rivales a Francia, Suecia y Rusia. Tras empatar con Francia 1-1, perder contra Suecia por 1-0, y ganar a Rusia por 1-0, España se clasificó para las semifinales de la Eurocopa, pero perdió 2-1 frente a Italia. Prieto, que era considerada jugadora clave en la selección, fue titular en los cuatro partidos.
Volvió a ser habitual en la fase de clasificación para el Mundial de 1999, jugando los seis partidos de grupo y marcando dos goles, de nuevo ante Suecia, e Islandia. España quedó en el último lugar del grupo, con dos empates y cuatro derrotas, y sin lograr el billete para la Copa del Mundo.
Jugó su último encuentro con la selección en diciembre de 1999, en mitad de la fase clasificatoria para la Eurocopa de 2001, cuando decidió abandonar la selección por no poder compatibilizarlo con su vida laboral.

## Estadísticas

### Clubes
| Club                              | Div.               | Temporada | Liga  | Liga  | Liga   | Copas nacionales | Copas nacionales | Copas nacionales | Copas internacionales | Copas internacionales | Copas internacionales | Total | Total | Total  | Media goleadora |
| Club                              | Div.               | Temporada | Part. | Goles | Asist. | Part.            | Goles            | Asist.           | Part.                 | Goles                 | Asist.                | Part. | Goles | Asist. | Media goleadora |
| --------------------------------- | ------------------ | --------- | ----- | ----- | ------ | ---------------- | ---------------- | ---------------- | --------------------- | --------------------- | --------------------- | ----- | ----- | ------ | --------------- |
| Atlético Villa de Madrid · España |                    |           |       |       |        |                  |                  |                  |                       |                       |                       |       |       |        |                 |
| 1.ª                               | 1989-90            |           |       |       |        |                  |                  |                  |                       |                       |                       |       |       |        |                 |
| 1.ª                               | 1990-91            |           |       |       |        |                  |                  |                  |                       |                       |                       |       |       |        |                 |
| Oroquieta Villaverde · España     |                    |           |       |       |        |                  |                  |                  |                       |                       |                       |       |       |        |                 |
| 1.ª                               | 1991-92            |           |       |       |        |                  |                  |                  |                       |                       |                       |       |       |        |                 |
| 1.ª                               | 1992-93            |           |       |       |        |                  |                  |                  |                       |                       |                       |       |       |        |                 |
| 1.ª                               | 1993-94            |           |       |       |        |                  |                  |                  |                       |                       |                       |       |       |        |                 |
| 1.ª                               | 1994-95            |           |       |       |        |                  |                  |                  |                       |                       |                       |       |       |        |                 |
| 1.ª                               | 1995-96            |           |       |       |        |                  |                  |                  |                       |                       |                       |       |       |        |                 |
| 1.ª                               | 1996-97            |           |       |       |        |                  |                  |                  |                       |                       |                       |       |       |        |                 |
| 1.ª                               | 1997-98            |           |       |       |        |                  |                  |                  |                       |                       |                       |       |       |        |                 |
| Takarazuka Bunnys Japón           |                    |           |       |       |        |                  |                  |                  |                       |                       |                       |       |       |        |                 |
| 1.ª                               | 1998               |           |       |       |        |                  |                  |                  |                       |                       |                       |       |       |        |                 |
| 1.ª                               | 1999               |           |       |       |        |                  |                  |                  |                       |                       |                       |       |       |        |                 |
| Total Takarazuka                  |                    |           |       |       |        |                  |                  |                  |                       |                       |                       |       |       |        |                 |
| Oroquieta Villaverde · España     |                    |           |       |       |        |                  |                  |                  |                       |                       |                       |       |       |        |                 |
| 1.ª                               | 1998-99            |           |       |       |        |                  |                  | -                | -                     | -                     |                       |       |       |        |                 |
| Total Oroquieta                   |                    |           |       |       |        |                  |                  |                  |                       |                       |                       |       |       |        |                 |
| Torrejón · España                 |                    |           |       |       |        |                  |                  |                  |                       |                       |                       |       |       |        |                 |
| 1.ª                               | 1999-2000          |           |       |       |        |                  |                  |                  |                       |                       |                       |       |       |        |                 |
| 1.ª                               | 2000-01            |           |       |       |        |                  |                  |                  |                       |                       |                       |       |       |        |                 |
| Total Torrejón                    |                    |           |       |       |        |                  |                  |                  |                       |                       |                       |       |       |        |                 |
| Levante · España                  |                    |           |       |       |        |                  |                  |                  |                       |                       |                       |       |       |        |                 |
| 1.ª                               | 2001-02            | 18        | 14    |       | 5      | 11               |                  | 3                | 4                     |                       | 26                    | 29    |       | 1.12   |                 |
| 1.ª                               | 2002-03            | 21        | 27    |       | 4      | 0                |                  | 3                | 3                     |                       | 28                    | 30    |       | 1.07   |                 |
| 1.ª                               | 2003-04            | 26        | 17    |       | 2      | 2                |                  | -                | -                     | -                     | 28                    | 19    |       | 0.68   |                 |
| Total Levante                     | Total Levante      | 65        | 58    |       | 11     | 13               |                  | 6                | 7                     |                       | 82                    | 78    |       | 0.95   |                 |
| Atlético de Madrid · España       |                    |           |       |       |        |                  |                  |                  |                       |                       |                       |       |       |        |                 |
| 2.ª                               | 2004-05            | 18-32     | ~24   |       | -      | -                | -                | -                | -                     | -                     | 18-32                 | ~24   |       |        |                 |
| 2.ª                               | 2005-06            | 25        | 25    | 1+    | -      | -                | -                | -                | -                     | -                     | 25                    | 25    | 1+    | 1.00   |                 |
| 1.ª                               | 2006-07            | 25        | 11    |       | 2      | 0                |                  | -                | -                     | -                     | 27                    | 11    |       | 0.41   |                 |
| 1.ª                               | 2007-08            | 19        | 6     |       |        |                  |                  | -                | -                     | -                     | 19                    | 6     |       | 0.32   |                 |
| Total At. Madrid                  |                    |           |       |       |        |                  |                  |                  |                       |                       |                       |       |       |        |                 |
| Madrid CFF B · España             |                    |           |       |       |        |                  |                  |                  |                       |                       |                       |       |       |        |                 |
| 2.ª                               | 2014-15            | 22        | 15    |       | -      | -                | -                | -                | -                     | -                     | 22                    | 15    |       | 0.68   |                 |
| Total Madrid CFF B                | Total Madrid CFF B | 22        | 15    |       |        |                  |                  |                  |                       |                       | 22                    | 15    |       | 0.68   |                 |
| Total carrera                     |                    |           |       |       |        |                  |                  |                  |                       |                       |                       |       |       |        |                 |
| 1. 2. 3.                          |                    |           |       |       |        |                  |                  |                  |                       |                       |                       |       |       |        |                 |

### Selecciones
| Selecciones | Temporada | Eurocopa(4) | Eurocopa(4) | Eurocopa(4) | Mundial (5) | Mundial (5) | Mundial (5) | Amistosos | Amistosos | Amistosos | Total | Total | Total  | Media goleadora |
| Selecciones | Temporada | Part.       | Goles       | Asist.      | Part.       | Goles       | Asist.      | Part.     | Goles     | Asist.    | Part. | Goles | Asist. | Media goleadora |
| --- | --------- | ----------- | ----------- | ----------- | ----------- | ----------- | ----------- | --------- | --------- | --------- | ----- | ----- | ------ | --------------- |
| Abs. · España |           |             |             |             |             |             |             |           |           |           |       |       |        |                 |
| 1985 | 2         | 0           |             |             |             |             |             |           |           | 2         | 0     |       | -      |                 |
| 1986 | 2         | 0           |             |             |             |             |             |           |           | 2         | 0     |       | -      |                 |
| 1987 | 2         | 0           |             |             |             |             | 2           | 0         |           | 4         | 0     |       | -      |                 |
| 1988 | 4         | 0           |             |             |             |             |             |           |           | 4         | 0     |       | -      |                 |
| 1989 | 2         | 1           |             |             |             |             |             |           |           | 2         | 1     |       | 0.50   |                 |
| 1990 | 4         | 0           |             |             |             |             |             |           |           | 4         | 0     |       | -      |                 |
| 1991 | 2         | 0           |             |             |             |             |             |           |           | 2         | 0     |       | -      |                 |
| 1992 | 2         | 1           |             |             |             |             | 2           | 2         |           | 4         | 3     |       | 0.75   |                 |
| 1993 | 2         | 0           |             |             |             |             | 2           | 0         |           | 4         | 0     |       | -      |                 |
| 1994 | 4         | 9           |             |             |             |             | 1           | 1         |           | 5         | 10    |       | 2.00   |                 |
| 1995 | 1         | 0           |             |             |             |             | 5           | 6         |           | 6         | 6     |       | 1.00   |                 |
| 1996 | 7         | 7           | 1+          |             |             |             |             |           |           | 7         | 7     | 1+    | 1.00   |                 |
| 1997 | 4         | 0           |             | 1           | 0           |             | 2           | 0         |           | 7         | 0     |       | -      |                 |
| 1998 | -         | -           |             | 5           | 3           |             | 2           | 2         |           | 7         | 5     |       | 0.72   |                 |
| 1999 | 3         | 0           |             |             |             |             |             |           |           | 3         | 0     |       | -      |                 |
| Total | 41        | 18          |             | 6           | 3           |             | 15          | 10        |           | 63        | 32    |       | 0.51   |                 |
| (4) Se incluyen partidos clasificatorios. (5) Se incluyen partidos clasificatorios para el Mundial de 1999. Anteriormente la clasificación se obtenía por los resultados en la Eurocopa |           |             |             |             |             |             |             |           |           |           |       |       |        |                 |

#### Participaciones en Eurocopas
| Competición      | Categoría          | Sede             | Resultado     | Partidos | Goles |
| ---------------- | ------------------ | ---------------- | ------------- | -------- | ----- |
| Eurocopa de 1997 | Selección absoluta | Suecia / Noruega | Tercer puesto | 4        | 0     |
| Total            | –                  | –                | –             | 4        | 0     |

## Palmarés

### Campeonatos nacionales
| Título           | Club                     | País   | Año     |
| ---------------- | ------------------------ | ------ | ------- |
| Copa de la Reina | Parque Alcobendas        | España | 1989    |
| Liga Española    | Atlético Villa de Madrid | España | 1989-90 |
| Copa de la Reina | Oroquieta Villaverde     | España | 1992    |
| Liga Española    | Oroquieta Villaverde     | España | 1992-93 |
| Liga Española    | Oroquieta Villaverde     | España | 1993-94 |
| Copa de la Reina | Oroquieta Villaverde     | España | 1995    |
| Liga Española    | Levante U. D.            | España | 2001-02 |
| Copa de la Reina | Levante U. D.            | España | 2002    |
| Copa de la Reina | Levante U. D.            | España | 2004    |